# Stati di alterazione progressiva
Stati di alterazione progressiva (Trouble in Mind) è un film del 1985 di Alan Rudolph.

## Trama
Nella città di fantasia Rain City, un ex poliziotto, Hawk, esce di prigione dopo una condanna a otto anni per omicidio durante una rapina. Ritorna a vivere nella zona della città dove aveva una relazione con Wanda, proprietaria del Wanda's Cafe.
In città arriva una coppia con un figlio, in cerca di lavoro: Coop, la moglie Georgia e il piccolo Spike. Coop diventa un criminale alla ricerca di denaro.
Hawk, intanto cerca una relazione con Georgia. Coop cerca di diventare il boss in città, al posto di Hilly Blue, ma non riuscendoci perde poi la moglie.

## Produzione
"Rain City" è in realtà Seattle.
La musica di Marianne Faithfull, con arrangiamenti e accompagnamento di Mark Isham.